# Gerichtsbezirk Adelsberg
Der Gerichtsbezirk Adelsberg (slowenisch: sodni okraj Postojna) war ein dem Bezirksgericht Adelsberg unterstehender Gerichtsbezirk im Kronland Krain. Er umfasste Teile des politischen Bezirks Adelsberg (Postojna) und wurde 1919 dem Staat Jugoslawien zugeschlagen.

## Geschichte
Der Gerichtsbezirk Adelsberg entstand infolge eines Ministervortrags vom 6. August 1849, in dem die Grundzüge der Gerichtseinteilung festgelegt wurden. Nachdem im Dezember 1849 die Gebietseinteilung der Gerichtsbezirke sowie die Zuweisung der Gerichtsbezirke zu den neu errichteten Bezirkshauptmannschaften durch die „politische Organisierungs-Commission“ festgelegt worden war, nahmen die Bezirksgerichte der Krain per 1. Juni 1850 ihre Tätigkeit auf. Dem Bezirksgericht Adelsberg wurden durch die Landeseinteilung der Krain im März 1850 die 22 Katastralgemeinden Adelsberg, Altdirnbach, Altendorf, Dorn, Hrasche, Kal, Koschana, Mautersdorf, Nadaineselu, Narein, Nussdorf, Ostroschnowerdu, Paltschie, Peteline, Rakitnik, Rodockendorf, Sagon, Saloch, Seuze, Slawina, Suhorje und Vovče zugewiesen. Zusammen mit den Gerichtsbezirken Illyrisch-Feistritz (Ilirska Bistrica), Senosetsch (Senožeče) und Wippach (Vipava) bildete der Gerichtsbezirk Adelsberg den politischen Bezirk Adelsberg.
Der Gerichtsbezirk wies 1880 eine anwesende Bevölkerung von 12.277 Personen auf, wobei 12.001 Menschen Slowenisch und 207 Menschen Deutsch als Umgangssprache angaben. 1910 wurden für den Gerichtsbezirk 13.479 Personen ausgewiesen, von denen 13.333 Slowenisch (98,9 %) und 68 Deutsch (0,5 %) sprachen.
Durch die Grenzbestimmungen des am 10. September 1919 abgeschlossenen Vertrages von Saint-Germain wurde der Gerichtsbezirk Adelsberg zur Gänze dem Königreich Jugoslawien zugeschlagen.

## Gerichtssprengel
Der Gerichtssprengel Adelsberg umfasste infolge der Zusammenfassung der Katastralgemeinden zu Gemeinden 1910 die sechs Gemeinden Postojna (deutsch: Adelsberg), Bukovje (Bukuje), Košana (Koschana), Šmihel (St. Michael bei Adelsberg), Šent Peter (Sankt Peter) und Slavina, wobei Bukovje (Bukuje) per 1. Juli 1874 vom Gerichtsbezirk Senosetsch zum Gerichtsbezirk Adelsberg kam.